# AB Industribostäders Patenterade System
AB Industribostäders Patenterade System eller IBO-hus, var en ingenjörsfirma i Stockholm som konstruerade det patenterade systemet för monteringsfärdiga trähus. Redan i slutet av 1910-talet presenterades de första katalogerna med monteringsfärdiga (prefabricerade) småhus för försäljning till allmänheten.

## Prefabricerade bostadshus

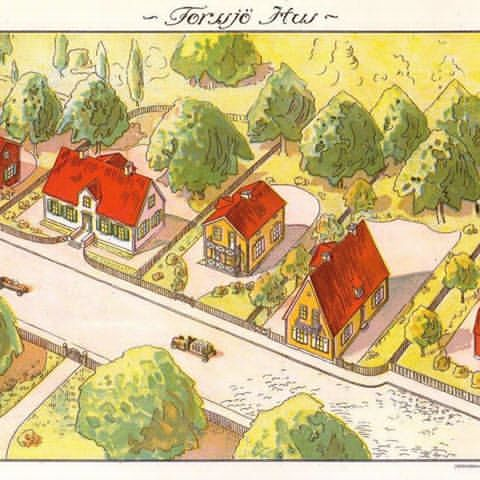
Forssjö Trävaru AB, Katrineholm, Södermanland. Förslag till trädgårdsstadsbebyggande, gatubild från 1920-talet. Skiss visar en nationalromantisk trädgårdsstad med typhus ifrån Forssjö Hus utplacerade i miljöbild.

Några av de träföretag, som tillverkade hus enligt det patenterade systemet, ”System IBO”, som var konstruerat av ingenjörsfirman AB Industribostäder i Stockholm, var AB Träkols Fabriker Vansbro och Forssjö Trävaru AB.
AB Träkols Fabriker Vansbro låg i Vansbro, väster om Borlänge i Dalarna och de började producera och sälja monteringsfärdiga trähus 1920. Forssjö Trävaru AB låg utanför Katrineholm i Södermanland och de startade hustillverkningen enligt IBO-hussystemet 1923. IBO-systemet och Forssjö visade bland annat hus och modeller på Göteborgsutställningen 1923.
Några ytterligare hustillverkare i Sverige var Älvsbyhus (16 husmodeller), Myresjöhus (54 husmodeller), Fiskarhedenvillan (50 husmodeller), Eksjöhus (55 husmodeller), Götenehus (84 husmodeller), A-hus (55 husmodeller), VårgårdaHus (50 husmodeller), VästkustStugan (113 husmodeller), Trivselhus (119 husmodeller), Borohus (79 husmodeller) och Hultsfreds-Hus. Dessa hustillverkare är företag tillverkar prefabricerade, monteringsfärdiga, enfamiljshus, småhus eller villor i trä eller sten. De flesta monteringsfärdiga hus byggs i moduler i en fabrik och monteras sedan på plats av en byggentreprenör. Inom småhusproduktionen i Sverige är trähus dominerande och beräknas ha en marknadsantal på 80 procent (2014).

## Självbyggare
På 1920-talet var självbyggare ett nytt grepp. Ett trettiotal av Stockholm stads tjänstemän sammanslöt sig år 1922 i en särskild förening för att genom eget arbete bygga egnahem åt sig i Smedslätten i västra Stockholm. De så kallade IBO-husen, det vill säga hus av standardiserade och monteringsfärdigt byggnadsmaterial, uppfördes nu för första gången i trädgårdsstäderna.
Självbyggarföretaget visade sig framgångsrikt. Genom fyra olika föreningars verksamhet tillkom under 1920-talets första år ytterligare ett 90-tal självbyggda egnahem i trädgårdsstäderna runt Stockholm.
Stockholms stad, Fastighetskontorets stadsplaneavdelning och Husbyggnadsavdelningen hade nära samarbete med AB Träkol och de fick sina hus uppförda på stora områden i Stockholms Trädgårdsstäder. Försäljningschefen vid AB Träkol, Erik Eriksson, bodde i mitten på 1920-talet på Urbergsvägen 16 i Ålsten i Bromma, och hans hus var ett av de första husen som sattes upp.

## AB Träkols Fabriker, Vansbro

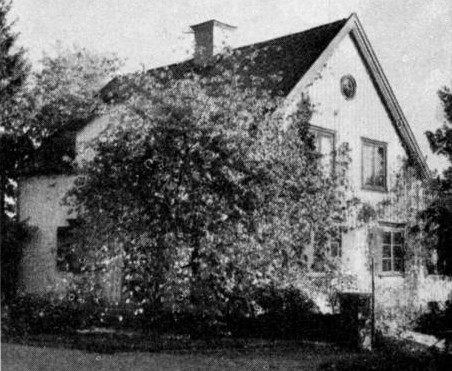
Bergviksvägen 37, Smedslätten, Bromma. Ägare: Axel Dahlberg, fastighetsdirektör.

Fastighetsdirektören Axel Dahlbergs villa på Bergviksvägen 37 i Smedslätten, Bromma, ingick i en grupp av 20 hus som byggdes av stadens tjänstemän, och var det första storbygget av monteringsfärdiga hus. Axel Dahlberg byggde år 1922 sin egen villa i trä på Bergviksvägen med AB Träkol som entreprenör. Arkitekten var Thure Bergentz. Villans ytinnehåll var 109,5 kvadratmeter och den omfattade 6 rum, 2 hallar, jungfrukammare och kök. 
På 1920-talet var AB Träkols Vansbrohus en nymodighet. Huset,som skulle monteras, bestod av ett monteringsfärdigt träsystem, som kunde monteras av tre personer på åtta dagar. Dessa hustyper fanns i olika storlekar och kunde varieras med olika tillval av entréer, verandor, fönsterluckor och dörrar. De olika tillvalen gav varje hus ett eget personligt intryck. För AB Träkol utförde civilingenjör Albert Höckenström (född 1884) träkolningsverk efter egna patent och konstruktioner 1913.
Alla yttre och inre snickerier var färdiga när huset överlämnades till ägaren. Det som återstod var endast tapetsering och målning, På fabriken i Dalarna tillverkades även fast köksinredning, dörrar, trappor och skåp och de monterades när husen var resta. I stora områden runt Stockholm, framför allt i Äppelviken, Smedslätten, Ålsten och Olovslund, uppfördes AB Träkols bostadshus.
Forssjö Trävaru AB visade ett tidigt exempel på hur den framväxande småhusindustrin följde i Egnahemsrörelsens fotspår. Stilmässigt befinner sig husen i brytningen mellan nationalromantik, nyklassicism och sekelskifteshus.
Även Forssjö Trävaru AB tillverkade hus enligt det patenterade systemet, även kallat ”System ibo”. Självbyggarföretaget visade sig framgångsrikt. Genom fyra olika föreningars verksamhet tillkom under 1920-talets första år ytterligare ett 90-tal självbyggda egnahem i trädgårdsstäderna.

## Forssjö Trävaru AB i Katrineholm

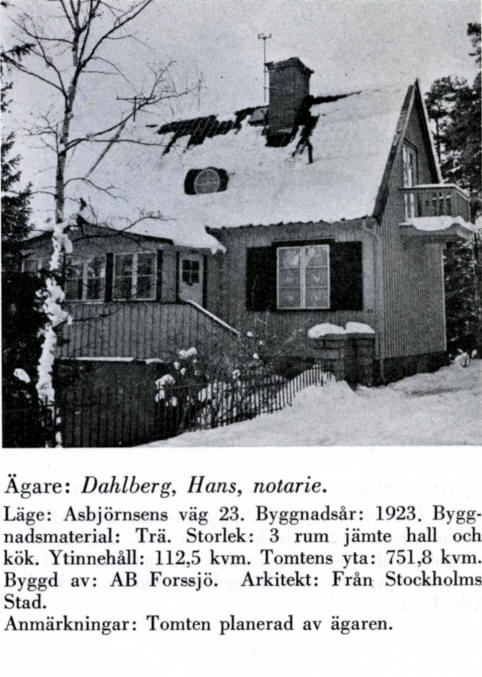
Asbjörnsens väg 23, Smedslätten, Bromma. Byggår 1923. Byggd av Forssjö Trävaru AB. Arkitekt: Från Stockholms stad.

Asbjörnsens väg 23, Smedslätten, Bromma. Byggår 1923. Byggd av AB Forssjö. Arkitekt: Från Stockholms stad. Byggnadsmaterial: Trä. Storlek: 3 rum jämte hall och kök. Ytinnehåll: 112,5 kvm. Tomtens yta: 751,8 kvm. Ägare: Hans Dahlberg, notarie.
Företaget Forssjö Trävaru AB startade hustillverkningen 1923. Innan det standardiserade materialet började användas av självbyggarna genomgick det en testperiod när några av Stockholms stads tjänstemän byggde sina egna hem i Smedslätten. 1924 förankrade John Hedström, politiker och rektor i Stockholm, idén att medborgare med mindre kontanta medel skulle kunna växla in sin arbetskraft mot bostadens kontantinsats. På hösten 1926 accepterades förslaget, men i första hand som ett experiment om 200 bostäder att uppföras i Olovslund och Skarpnäck. Så snart klartecken var gett upprättades Stockholms stads småstugebyrå för att organisera arbetet och ordna med tomträtter och lagfart.

## Borohus i Landsbro, Vetlanda kommun, Småland

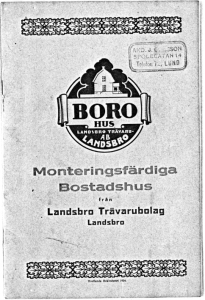
Katalog från Landsbro Trävarubolag i Småland. Företaget, som tillverkade trähus under varunamnet Boro-hus, startade hustillverkningen 1923 och presenterade sin första katalog 1924.

I Småland var det Landsbro Trävarubolag i Landsbro i Vetlanda kommun som var först med en medveten marknadsföring genom kataloger. Företaget, som tillverkade trähus under varunamnet Boro-hus, startade hustillverkningen 1923. Året därpå presenterade de sin första katalog. Som de flesta andra aktörer i branschen hade Landsbro Trävarubolag ett äldre sågverk i grunden. Sedan kom flera fabriker igång i slutet av 1920-talet, bland annat Myresjöhus (1927) i Myresjö i Vetlanda kommun och Standardhus i Hultsfred. I början av 1990-talet gick Borohus i konkurs.
Under 1920-talet växte Egnahemsrörelsen i omfattning och allt fler kunde skaffa sig egna småhus för enfamiljsboende. Byggandet började nyttja standardiserade och ibland prefabricerade delar. Borohus, eller Bo-i-Ro som Landsbro Trävarubolag romantiskt lät kalla det, var bland de första att ge ut en huskatalog med typhus för egnahem som kunde beställas via bolaget. Prefabricerade hus var emellertid inget helt nytt, redan på 1820-talet fanns monteringsfärdiga hus, dock inte i huskataloger, som riktade sig till medelklassen. Borohus kom att följas av ett flertal framgångsrika husleverantörer, redan i slutet av 1920-talet fanns flera tillverkare, bland annat Myresjöhus och Hultsfreds-Hus (som från början hette  AB Standardhus) i Hultsfred.
Under 1920-talet började byggandet i högre grad nyttja standardiserade och ibland prefabricerade delar.
Borohus, eller Bo-i-Ro som Landsbro Trävarubolag först kallade det, var bland de första att ge ut en huskalatog med typhus för egnahem som kunde beställas via bolaget.

## Historik

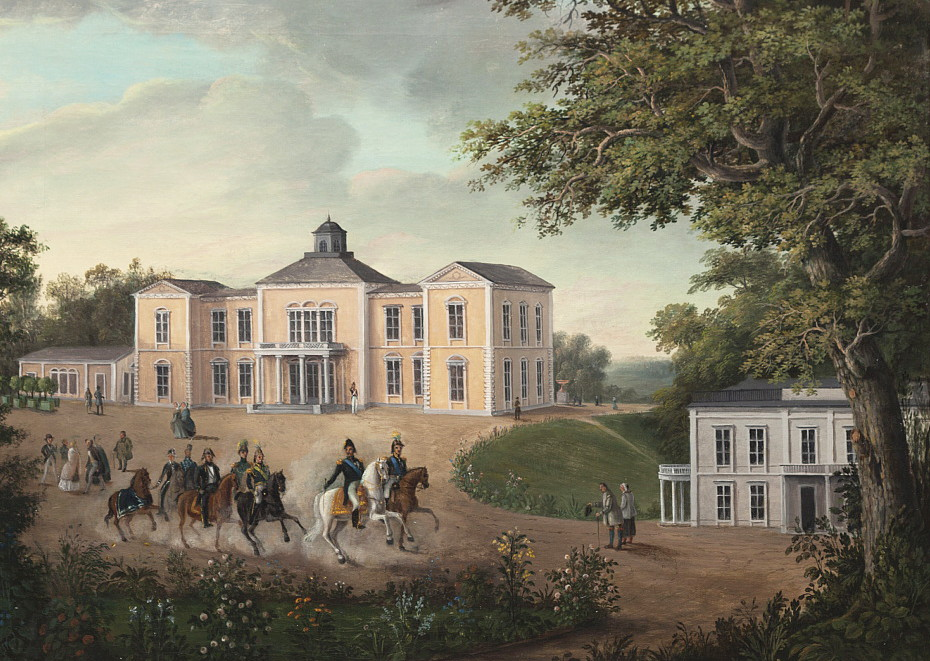
Rosendals slott på Djurgården i Stockholm på 1840-talet. I förgrunden kung Karl XIV Johan, den förste Bernadottekungen i Sverige, med uppvaktning. Oljemålning av Axel Otto Mörner (1774-1852). Stockholms stadsmuseum.

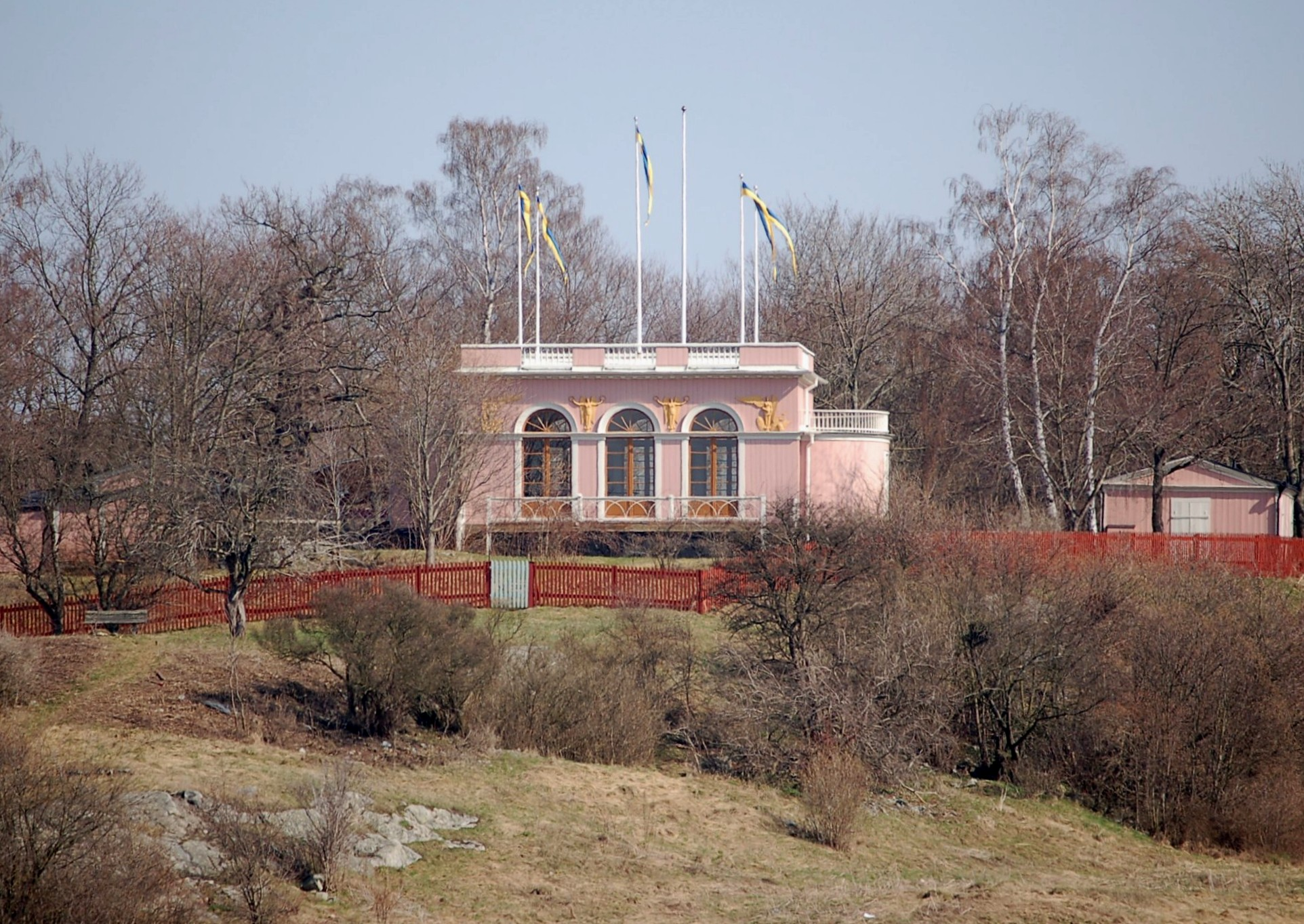
Borgen på Ladugårdsgärdet i Stockholm byggdes prefabricerat 1818-1822.

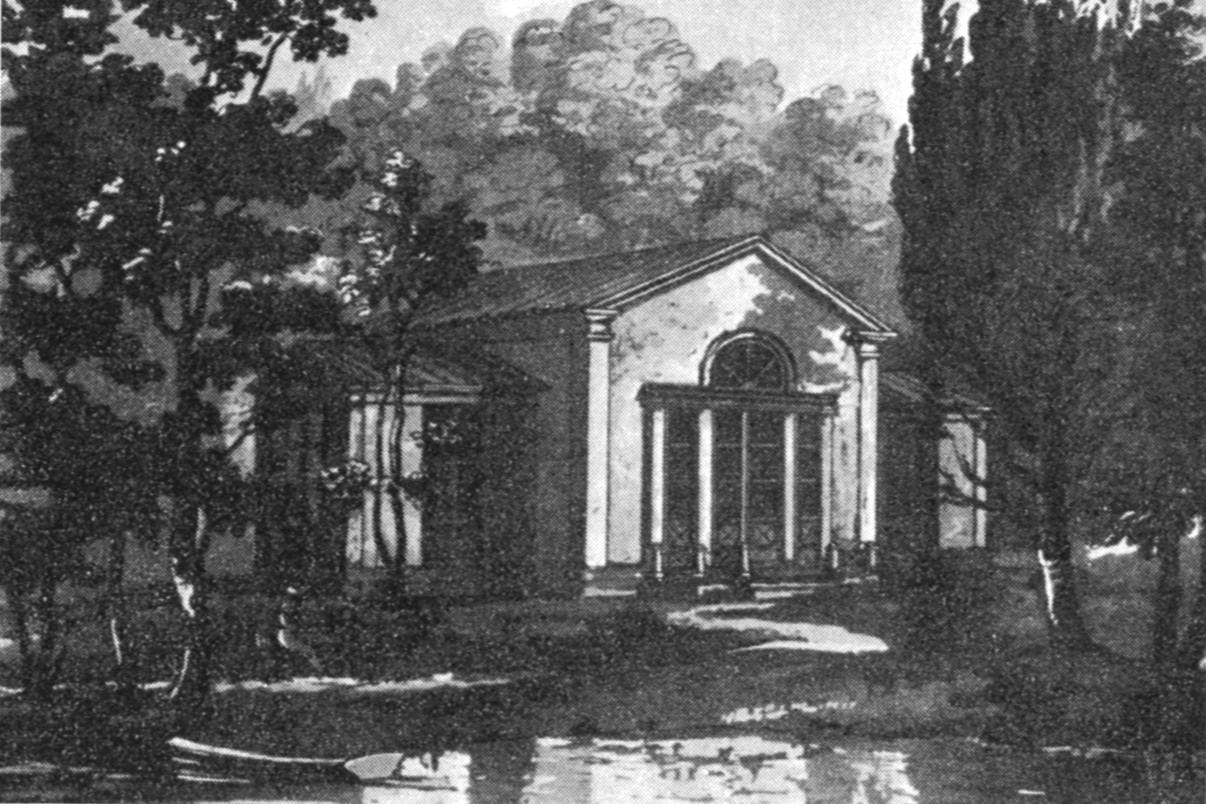
Fredrik Bloms flyttbara lusthus vid Tullgarns slott och park uppfördes 1820. Lusthuset låg vid stranden i parken och var ett av Bloms tidigaste ”flyttbara hus”. Lavering från 1823.

Vad gäller träindustri och så kallade ”kataloghus” så har Småland en lång och rik tradition. Omkring år 1820 uppfördes det första flyttbara, prefabricerade huset i Sverige. Men man då får man bortse från alla timmerhus som byggdes i skogrika trakter för att monteras ned och flyttas, till Öland och Bohuslän, till exempel.
En uppfinning där huset, om det skulle behövas, kunde monteras ner och byggas upp på annan plats skapades av arkitekten Fredrik Blom (1781-1853). Han blev mycket känd redan på sin tid med prefabrikationen av flyttbara trähus. Han var professor och överintendent samt överste i flottans mekaniska kår, blev mycket känd för sin samtid för sin idé med prefabrikation av trähus, de flyttbara husen. 1817 blev han professor i byggnadskonst vid Konstakademien.
Produktionen av lusthus fick en sådan omfattning att Blom inrättade en verkstad vid Hötorget i Stockholm i början av1800-talet. Där producerades lusthus i långa rader. I hans fabrik tillverkades flyttbara baracker, bostadshus och lusthus även till en marknad för export. De levererades i platta paket och gick att montera på bara några dagar med hjälp av bara en skruvmejsel. Husen fanns i olika storlekar och de var försedda med flyttbara kakelugnar och spiraltrappor. Väggar, golv och tak transporterades i delar som var lätta att sammanfoga. Kakelugnarna och spiraltrapporna var oftast utförda i lätt empire med ornament och andra klassiska detaljer, men i viss mån kom detaljerna också att följa smakens växlingar. Fram till åtminstone 1840-talets början fortsatte arbetet med husen och de uppmärksammades också i internationell press. Att husen exporterades till både Ryssland och Frankrike och flera andra länder vet man. Antalet hus som tillverkades är osäkert, men det kan ha varit minst 150 stycken.
Flera av de flyttbara husen finns bevarade på Djurgården i Stockholm. Bland Fredrik Bloms mest kända trähus, som var prefabricerat, var Rosendals slott på Södra Djurgården. Rosendals slott stod färdigt 1826. I parken vid både Rosendals slott och Tullgarns slott fanns tidigare lusthus, som var prefabricerade och som var ritade av Fredrik Blom. Vid Djurgårdspaviljongen på Skansen i Stockholm finns fortfarande bevarat ett prefabricerat lusthus i empirestil, som Fredrik Blom skapat.  Det lilla lusthuset som står på Skansen finns strax till höger innanför huvudingången. Det uppfördes på 1830-talet och då inte långt från sin nuvarande plats. Sedan har det flyttats minst tre gånger och bland annat gjort tjänst som väntsal för ångbåtar ute i skärgården. Lusthusets färgsättning är i rosa, grönt, gråvitt och gult. Borgen i Stockholm, eller ’’Kungliga borgen’’ på Ladugårdsgärdet är ett annat exempel på Fredrik Bloms prefabricerade hus.
Fredrik Bloms monteringsfärdiga hus byggde väggelement, som spikades ihop och där sektionerna drogs ihop och hölls på plats av bultar. Framför allt i Stockholm kom under 1800-talets andra hälft flera fabriker att etableras i Fredrik Bloms efterföljd.
För välbeställda kunder i Sverige och utomlands var det villor och utställningspaviljonger i tidens schweizerstil som tillverkades. Fogelfors bruk i Småland var det första företag som gav sig in i husbranschen. Fogelfors bruk var ett järnbruk från 1700-talet och de behövde finna en ny nisch när järnbruket inte längre var lönsamt. Det första monteringsfärdiga huset levererades av företaget år 1886. Dock blev det aldrig någon hustillverkning i stor skala. Istället utgjordes brukets stora produktionsvolym av byggnadssnickerier, framför allt dörrar. Till en början var snickeritillverkning dominerande, men senare tog produktionen av fabrikstillverkade småhus över. Fogelfors-Hus blev ett välkänt namn över stora delar av Sverige men företaget gick i konkurs 1984. Numera är det pellets-industri samt hyvleri som drivs av Fågelfors Pellets AB. På området finns även idag hustillverkning av Attacus Trähus, en koncern med säte i Norrland som köpte upp Företaget Fågelfors Hus Komponent.

## Monteringsfärdiga bostadshus enligt IBO:s patenterade system
Det patentskyddade bostadssystemet IBO tillverkades bland annat av A.B. Träkols Fabriker i Vansbro.
Följande text är ett utdrag ur en broschyr från AB Träkols Fabriker.
”Monteringsfärdiga bostadshus enligt A.-B. Industribostäders patenterade system” tillverkade av A.-B. Träkols Fabriker Vansbro kunde monteras av tre personer på åtta dagar enligt ett äldre informationsblad följande schema.
- Första dagen kl. 4 e.m. På den förut färdiga grunden ha 3 man under 8 timmar lagt syllar och bottenbjälklag samt rest ytterväggarnas luckor hela byggnaden runt. I luckorna sitta fönstrens och dörrarnas omfattningar.
- Andra dagen kl. 4 e.m. Under denna dag har samma arbetsstyrka lagt övre bjälklagret samt rest de i detta fästade takstolarna. Även gavlarnas luckor ha rests. De mellan luckorna tätande och sammanhållande linjalerna synas väl och visa luckindelningen.
- Tredje dagen kl. 4 e.m. Inpanelning och papptäckning av taket, inbrädning av takfoten samt en del inre luckarbeten ha denna dag utförts av samma tre man. Två murare och en hantlangare ha dessutom denna dag börjat skorstensstockens murning.
- Fjärde dagen kl. 4 e.m. De tre träarbetarna ha denna dag inmonterat fönsterbågar och dörrar samt påbörjat stommens pappbeklädnad i första hand å yttersidan samt påsatt panelens vattenlist vid sockeln. Murningsarbetet har fortgått med tre man.
- Femte dagen kl. 4 e.m. Trots hinder av snö och slaskväder har byggnaden av de tre träarbetarna till största delen beklätts med brädpanel. Murningsarbetet har fortgått av tre man.
- Sjunde dagen kl. 4 e.m. Efter sju dagars arbete ha de tre träarbetarna läktat, uppsatt gavelbräder och för övrigt färdiggjort ytterbeklädnaden. Taket har läktats, och belagts med tegel. Murningsarbetet har färdiggjorts, inbegripet eldstädernas insättande som synes av röken ur skorstenen . Härigenom kan stugan omedelbart uppvärmas, vilket är av vikt för de inre snickeriarbetena,
- Åttonde dagen kl. 4 e.m. Yttertrappa med bänkar och bro och därmed hela yttre snickeriarbetet färdigt. Inre snickerier äro även färdiga, Träarbetet är klart, utfört under 8 dagar av tre man med 8 timmars arbetsdag. Tapetsering och målning återstå.
- Första varma vårdagen målas stugan utvändigt med Träkols bruna tjärfärg, ytterpanelen och alla snickerier d.v.s. fönster, dörrar med foder o. dyl., strykas med vit oljefärg.